# Византийский музей (Афины)
Византи́йский музе́й (греч. Βυζαντινό και Χριστιανικό Μουσείο) — музей византийского и христианского искусства в Афинах.
Музей основан в 1914 году и насчитывает более 25 тысяч уникальных экспонатов византийского и христианского искусства.
Расположен на проспекте Василисис-Софиас, дом 22, в центре греческой столицы, недалеко от станции метро «Эвангелизмос».

## Здание музея
Первоначально музей располагался на первом этаже Афинской академии. В 1930 году он получил собственное здание — виллу Илисия, зимнюю резиденцию Софии де Марбуа, герцогини Пьяченцы, на проспекте Василисис-Софиас, в центральном районе Афин Илисия.
Вилла Илисия построена в 1848 году греческим архитектором Стаматисом Клеантисом. Своё имя усадьба, равно как и район Илисия, получила по названию реки Илисос, воды которой протекали перед главным входом. Позже Илисос укрыли в бетон, сегодня её воды текут на открытой поверхности только в районе Керамик. Под руководством профессора Георгиоса Сотироса архитектор Аристотелис Захос подготовил здание для размещения музейной экспозиции.
В 1993 году начались работы по расширению площади музея, были построены три подземных этажа. Главным архитектором проекта выступил Манос Перракис. Внешний вид усадьбы Илисия сохранился неизменным. Вход пролегает через небольшое здание с портиком — раньше это был дом для прислуги, а теперь административный корпус. Из последнего посетители выходят в просторный внутренний двор, окруженный многочисленными постройками, в центре двора — фонтан с образцами раннехристианской мозаики.
Собственно здание музея — двухэтажное, имеет подвал и само по себе представляет памятник архитектуры. Снаружи его стены облицованы мраморными плитами.

## Галерея

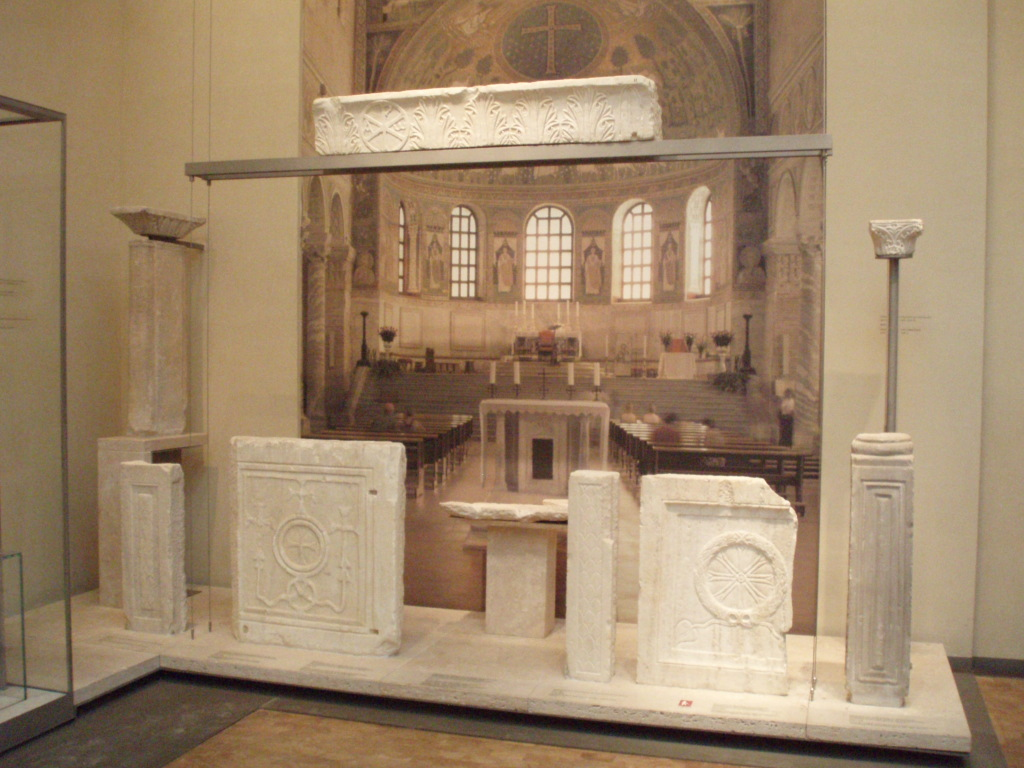
Ранний мраморный темплон
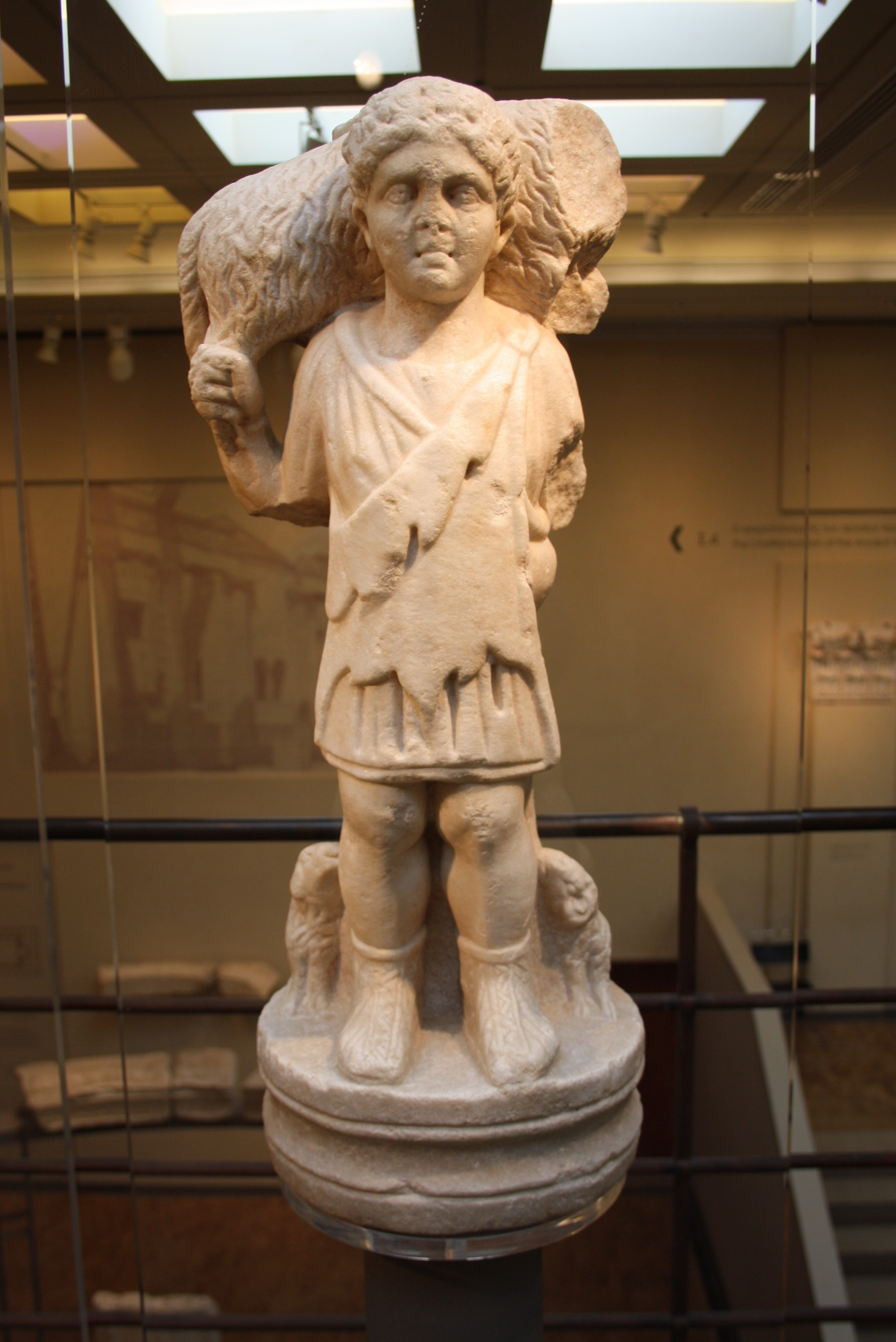
Поздняя Римская статуэтка Доброго пастыря (IV века), из Коринфа
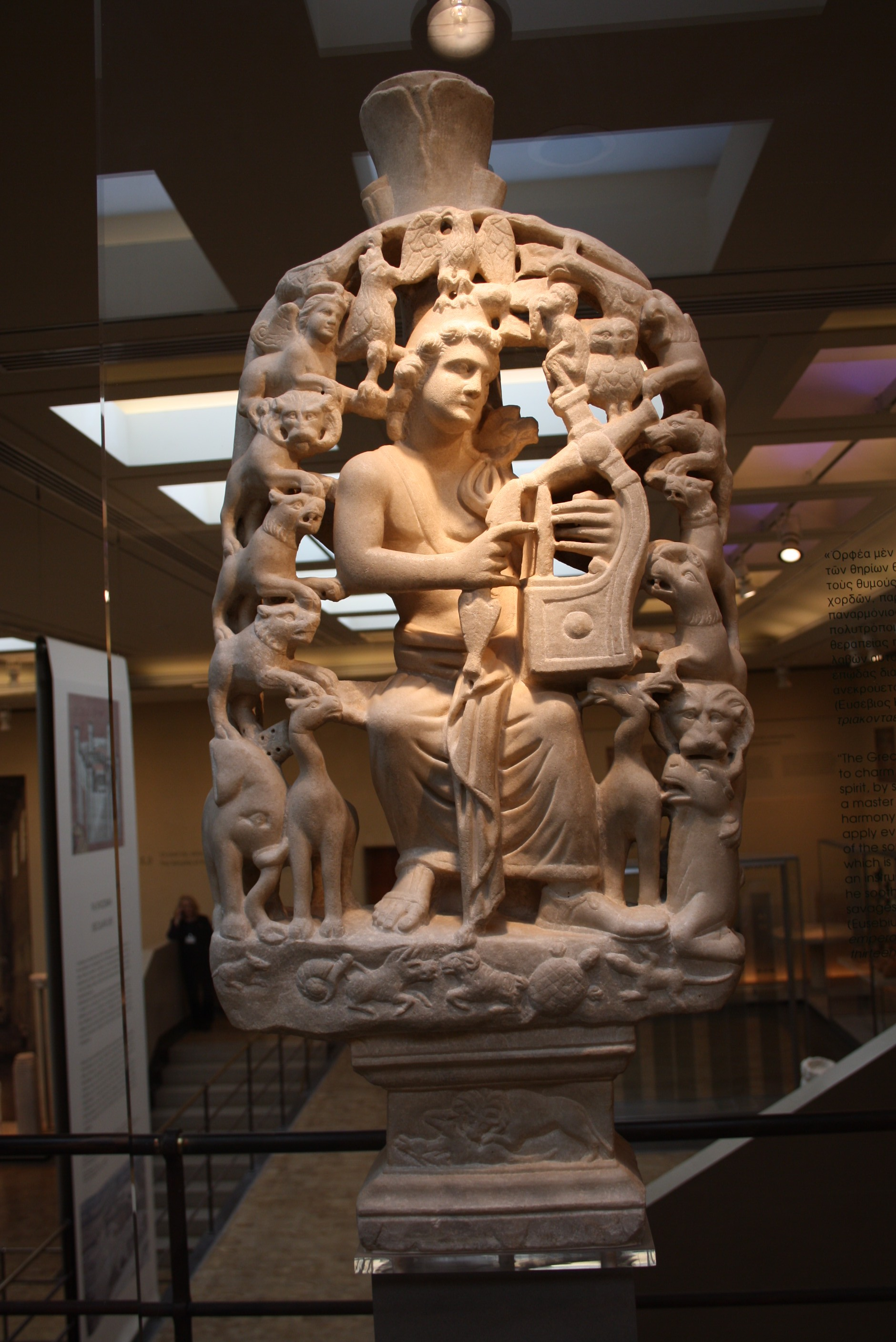
Поздняя Римская статуэтка Орфея (IV век), из Эгины
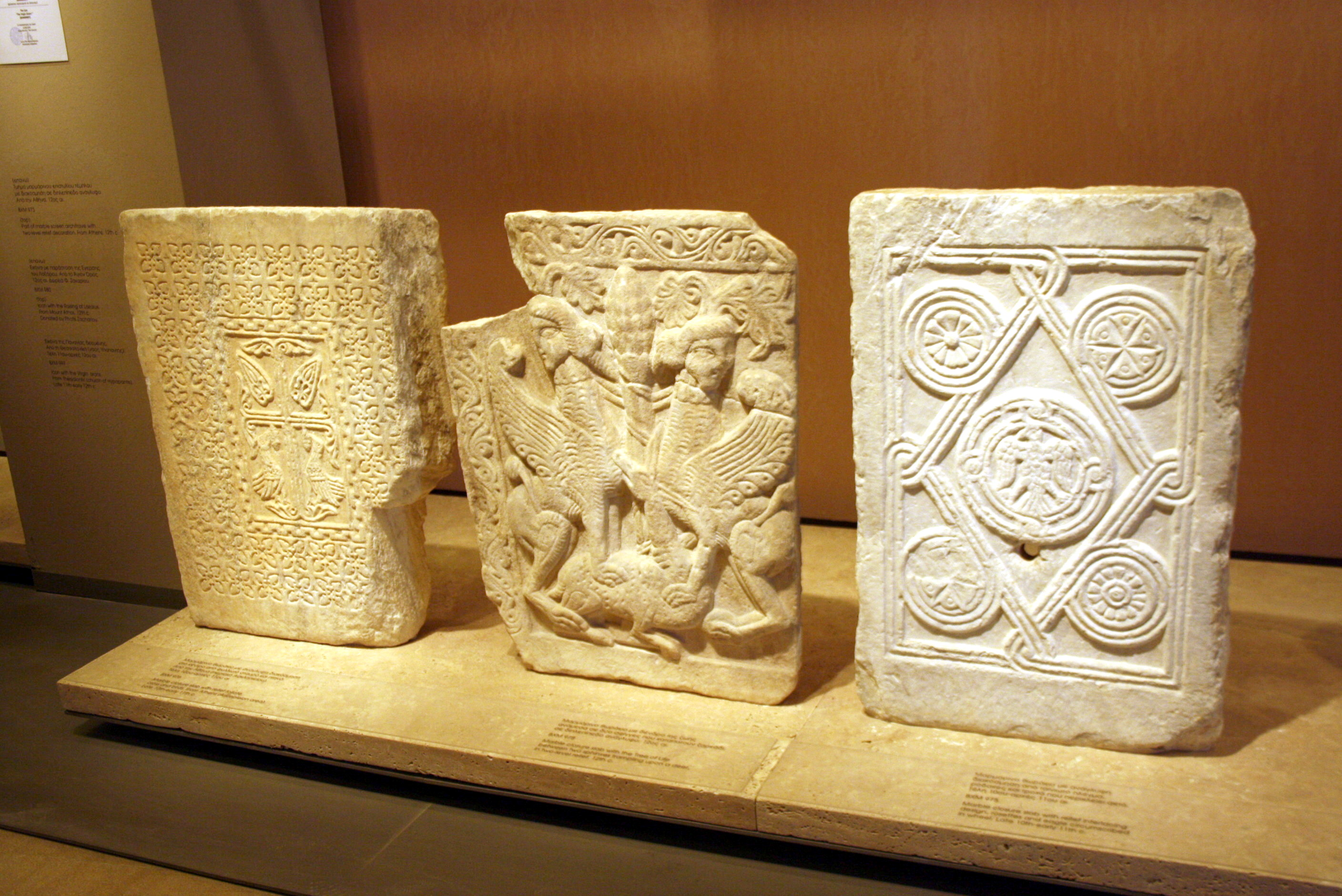
Мраморные плиты
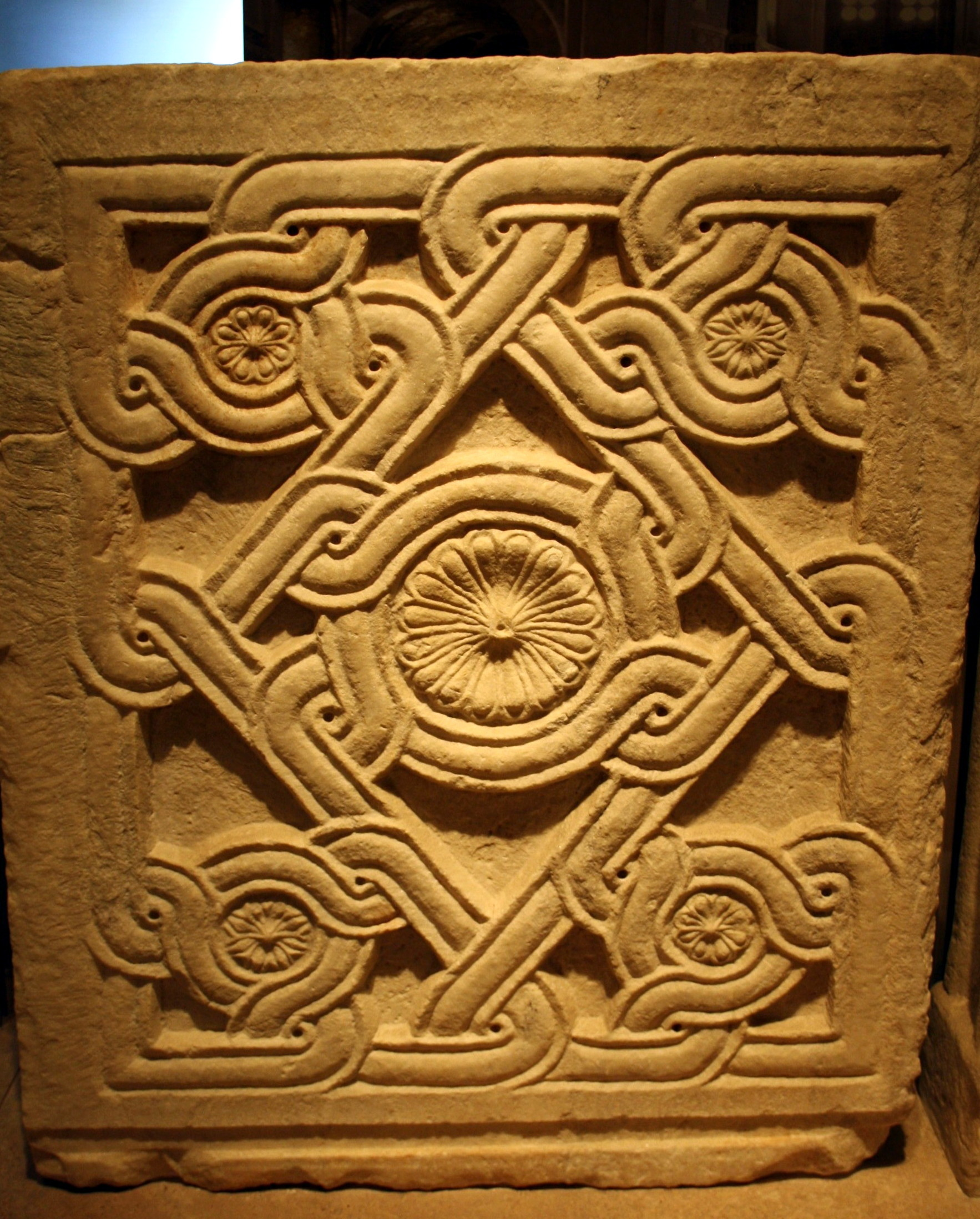
Мраморная плита, XI век
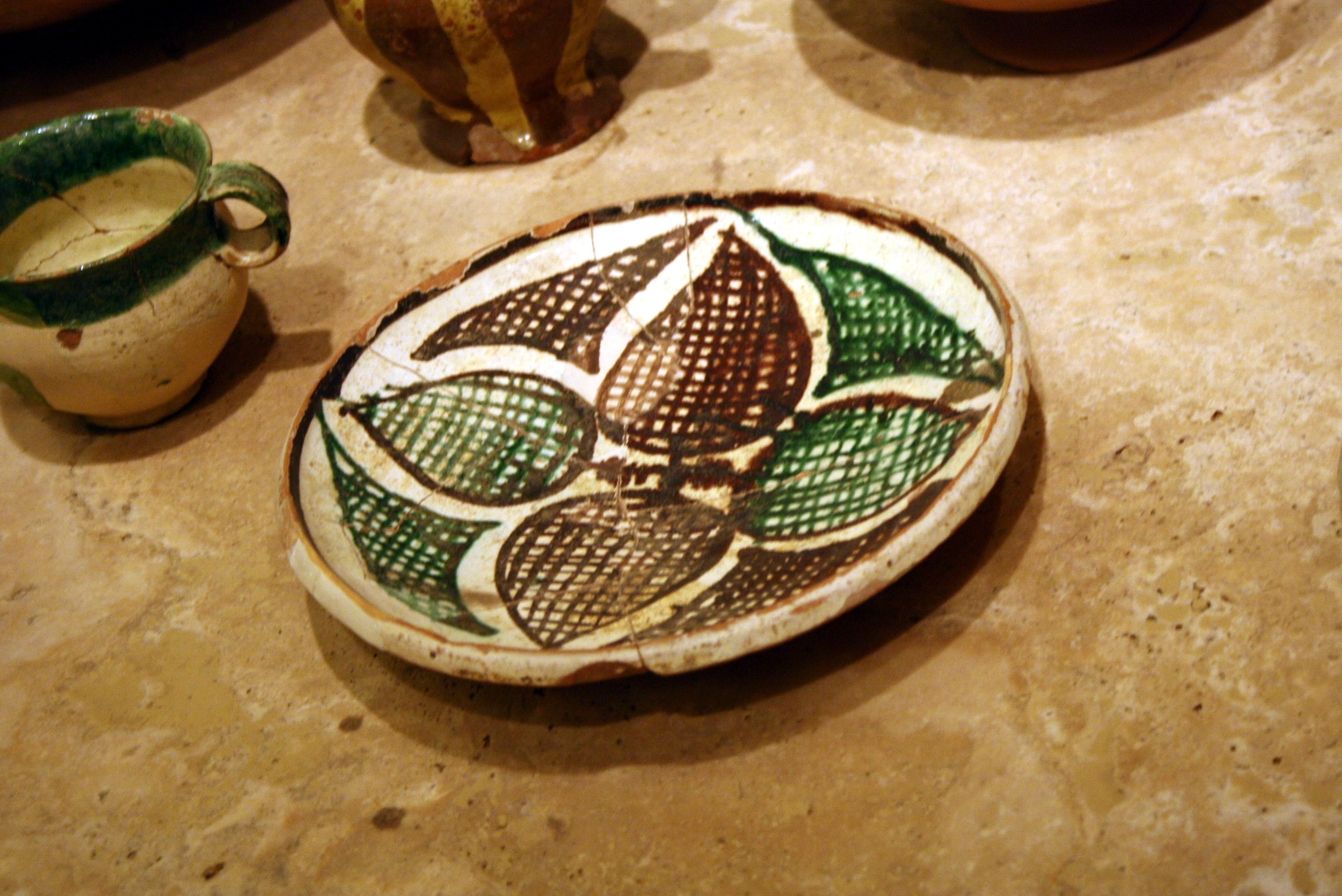
Византийские керамические изделия (9-й через 13-го века)
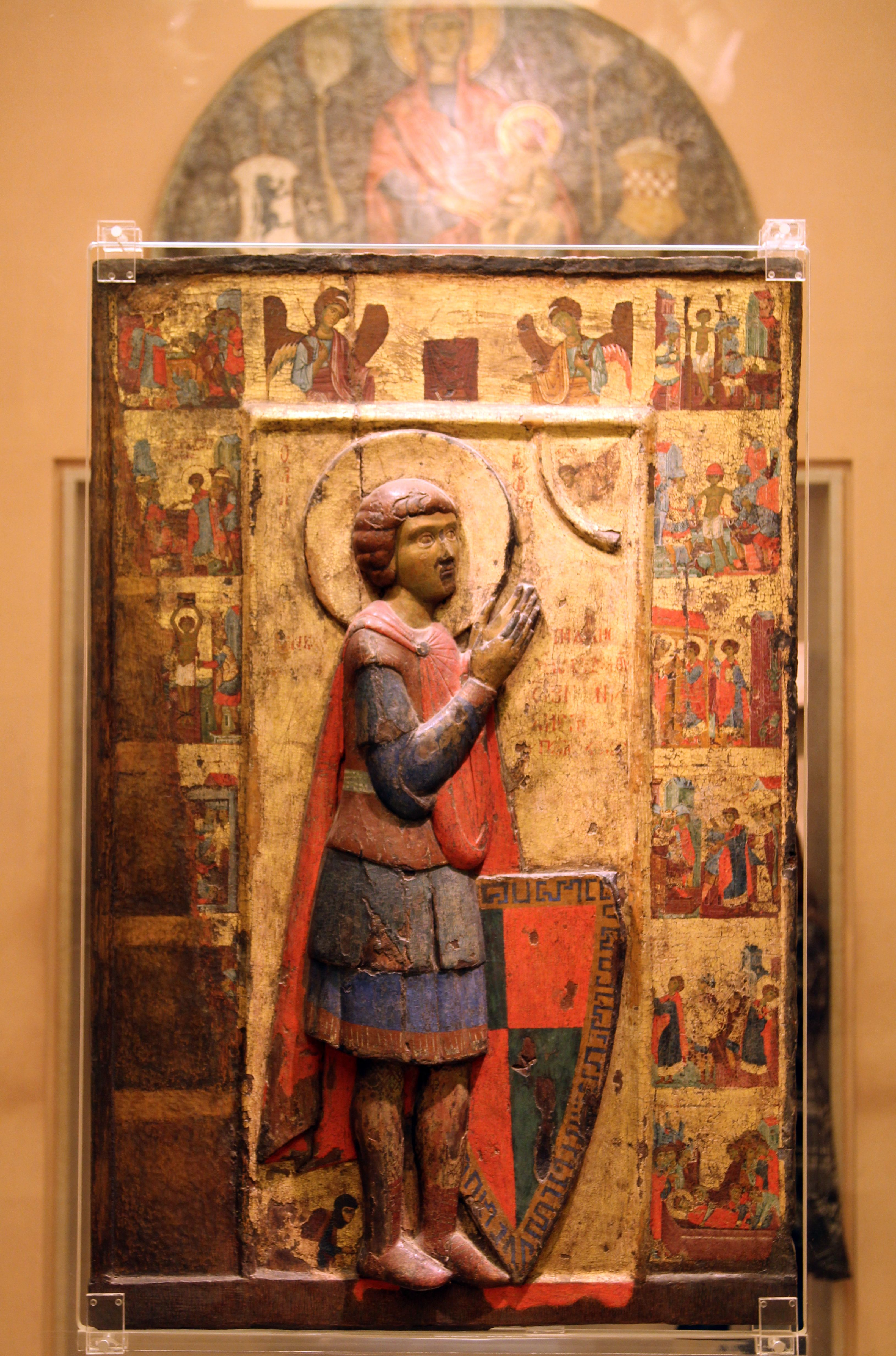
Двусторонняя икона со Святым Георгием (спереди), из Кастории
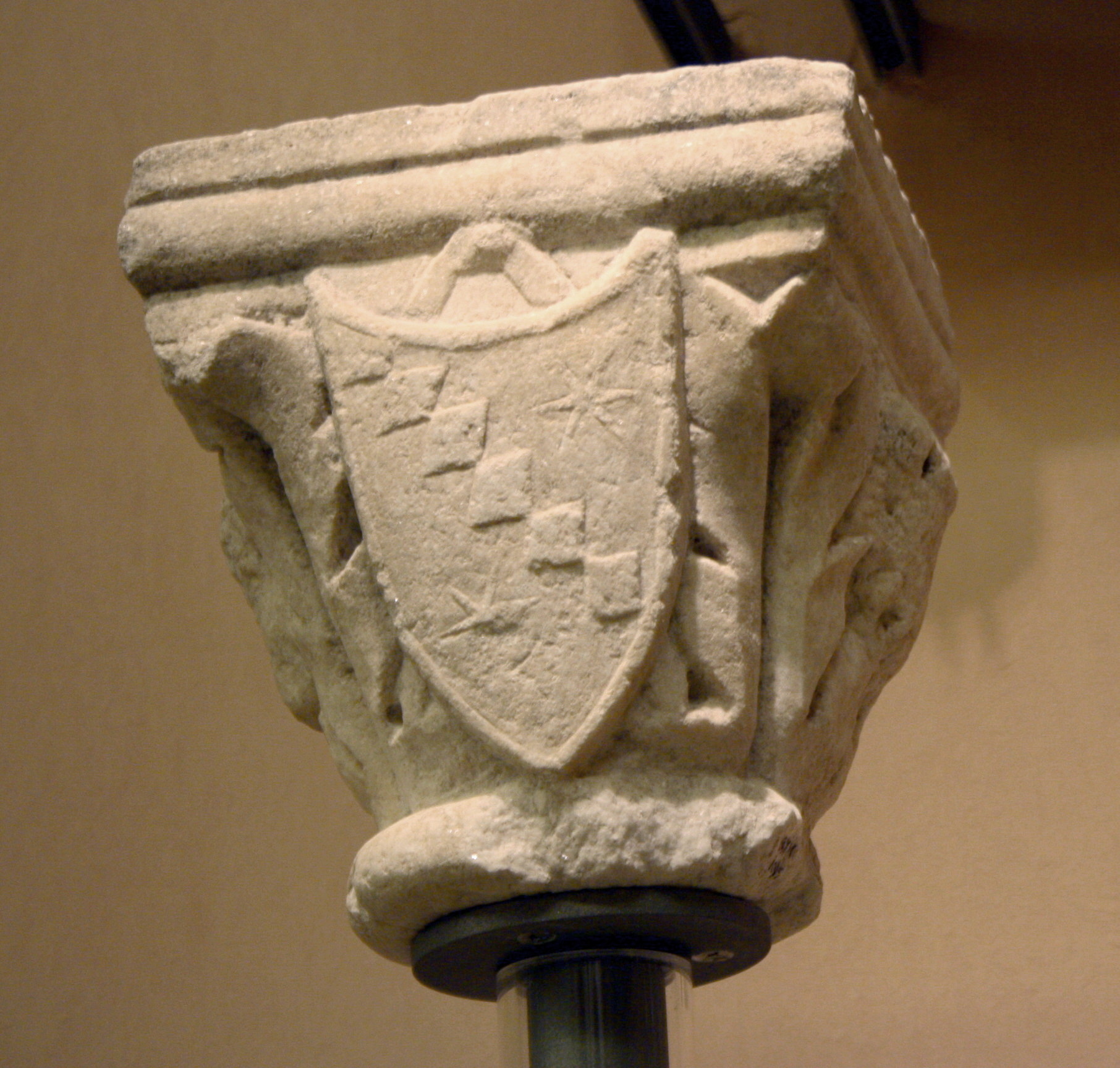
Фрагменты аркосолия в готическом стиле (искусство крестоносцев)
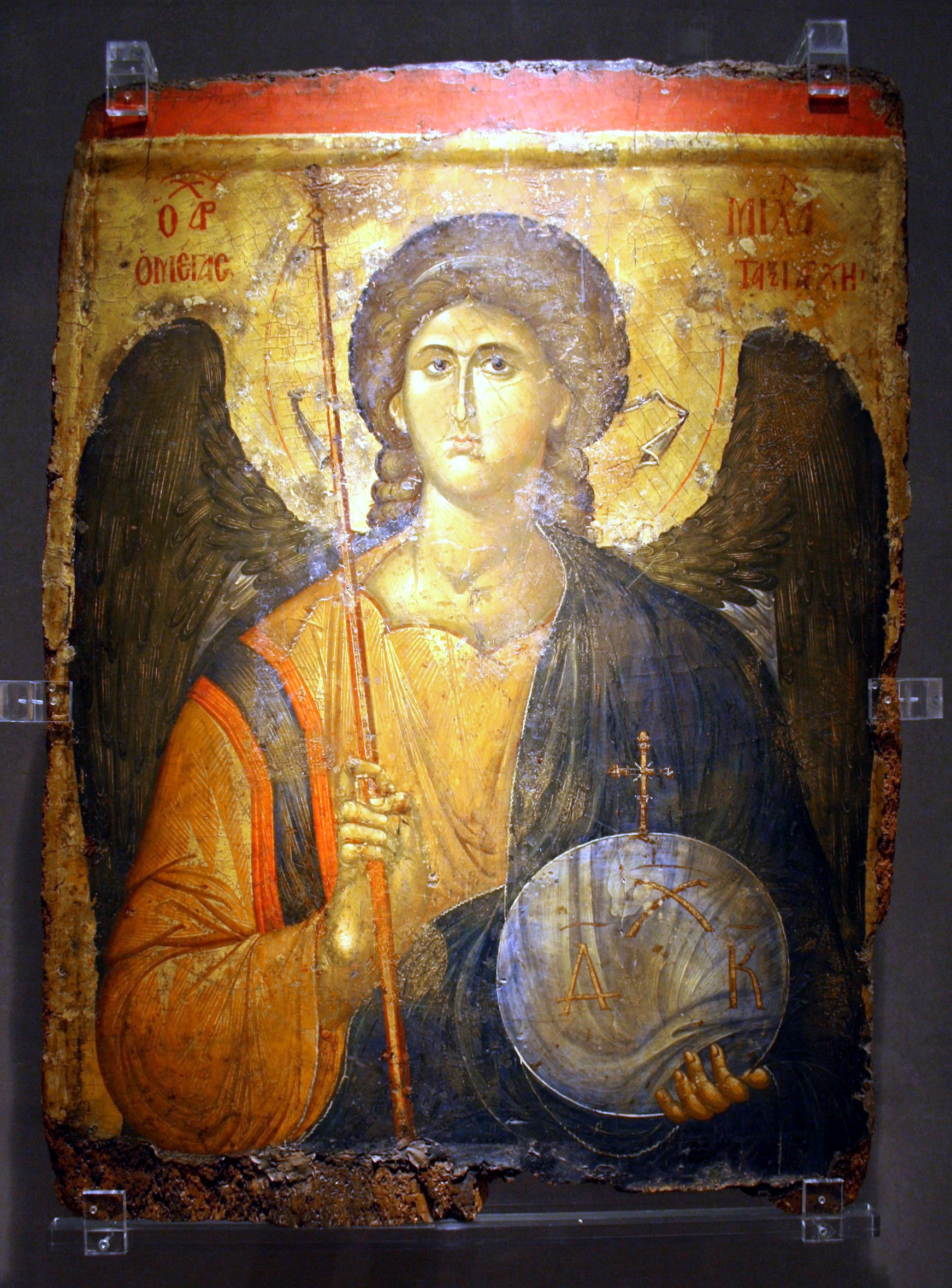
Икона Архангела Михаила (XIV век)
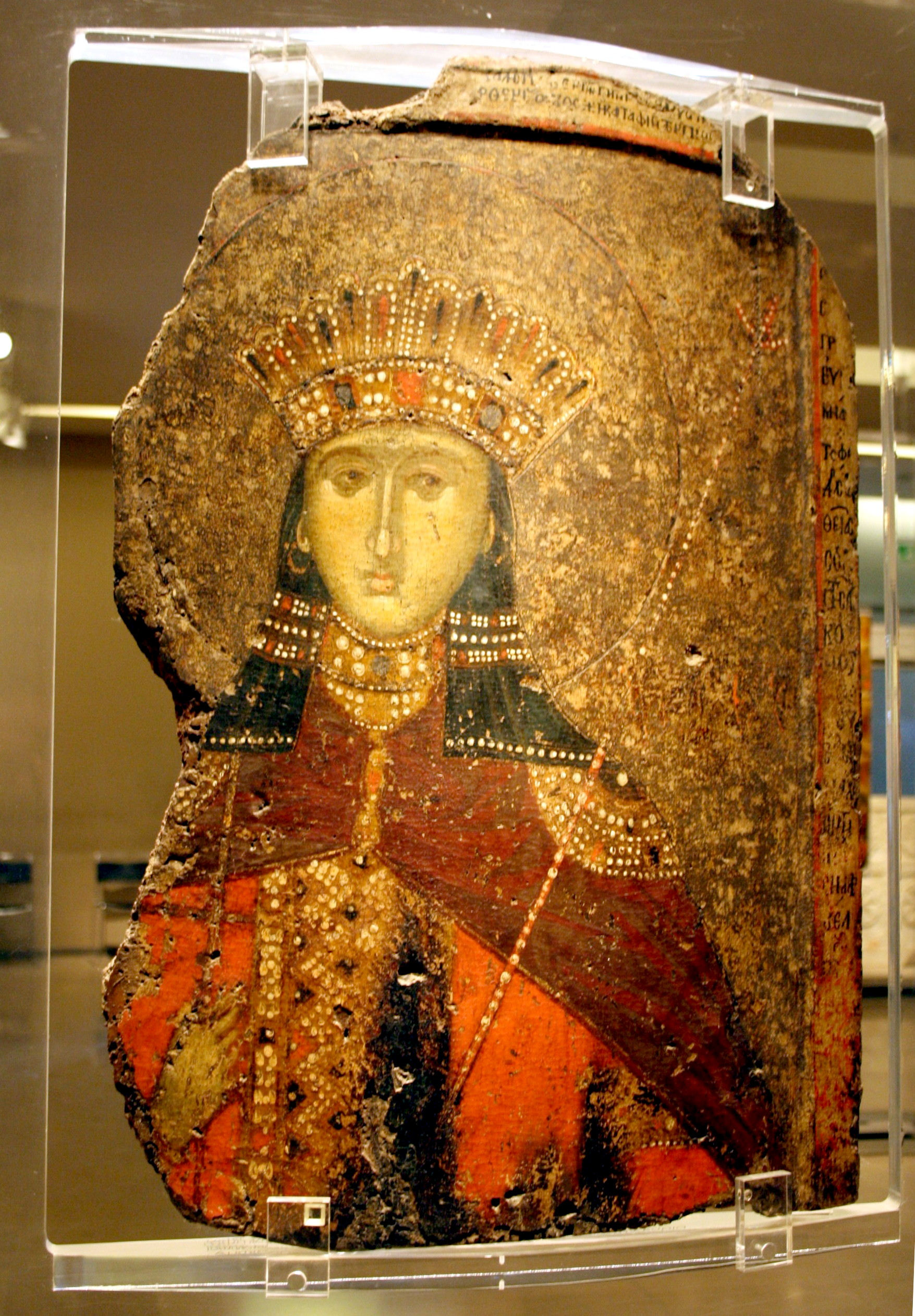
Икона Святой Екатерины, из Верии (XIV век)
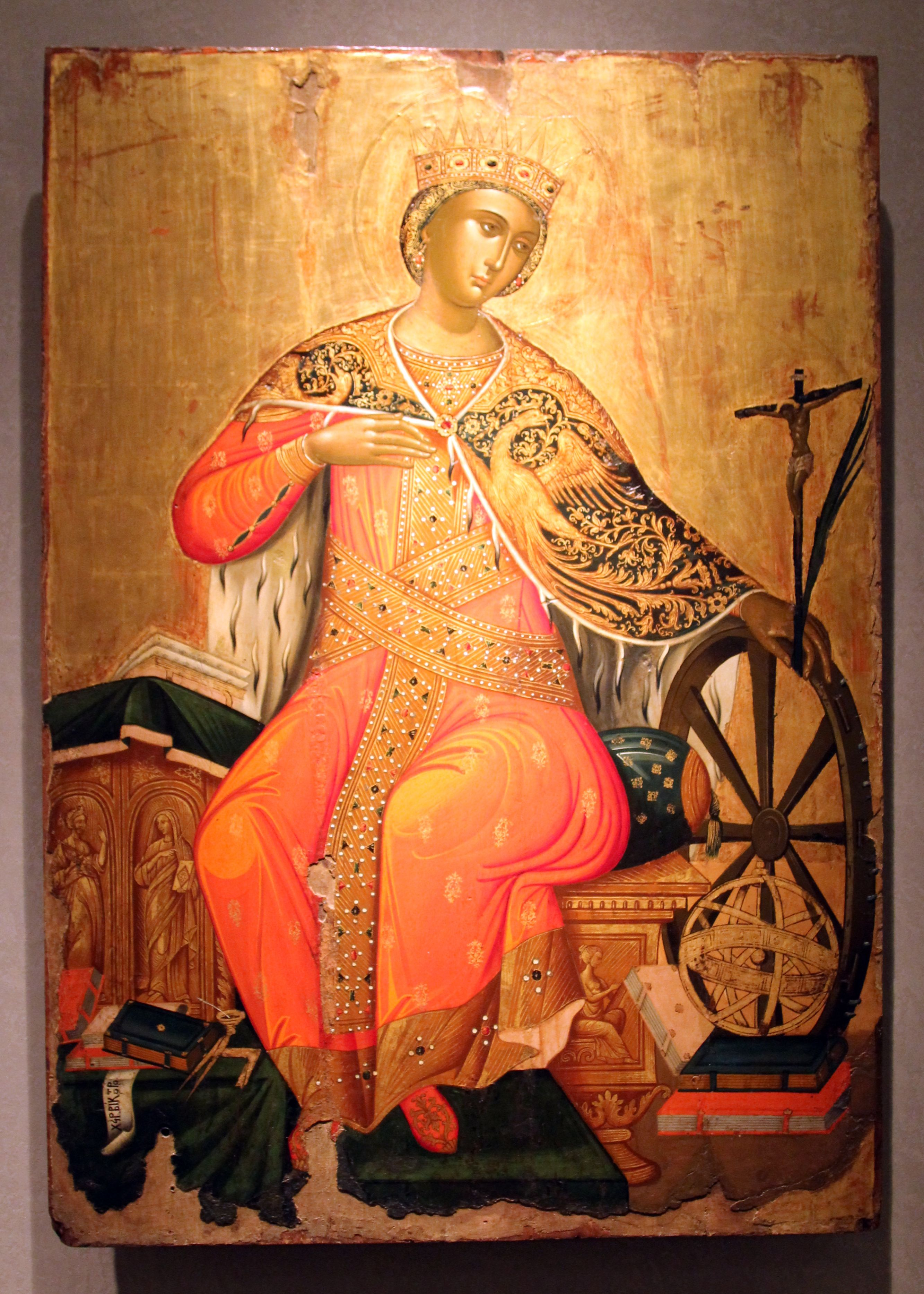
Икона Святой Екатерины (XVII век)
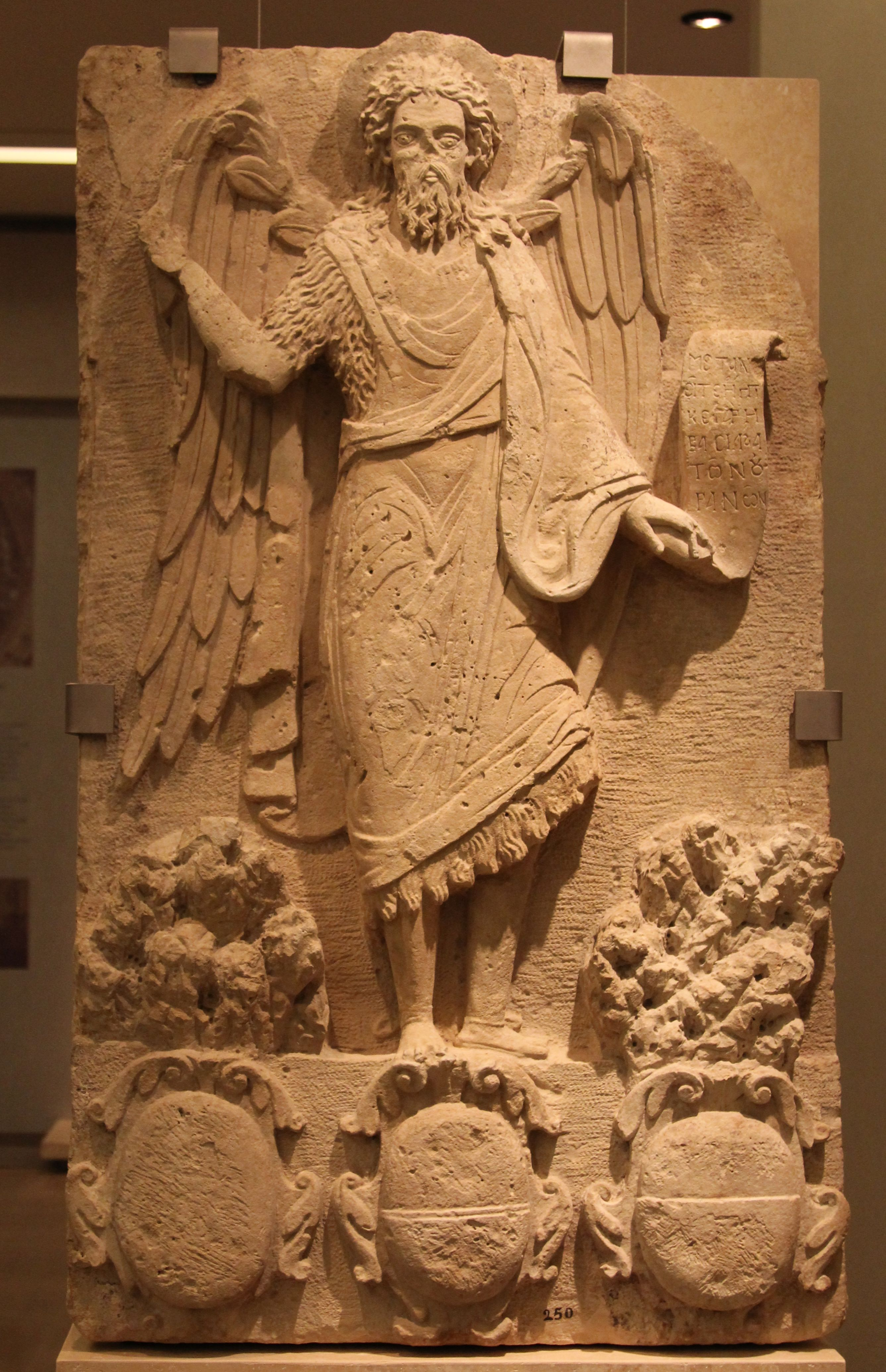
Известняковая панель с фигурой Иоанна Крестителя, с Закинтоса (XVII век)
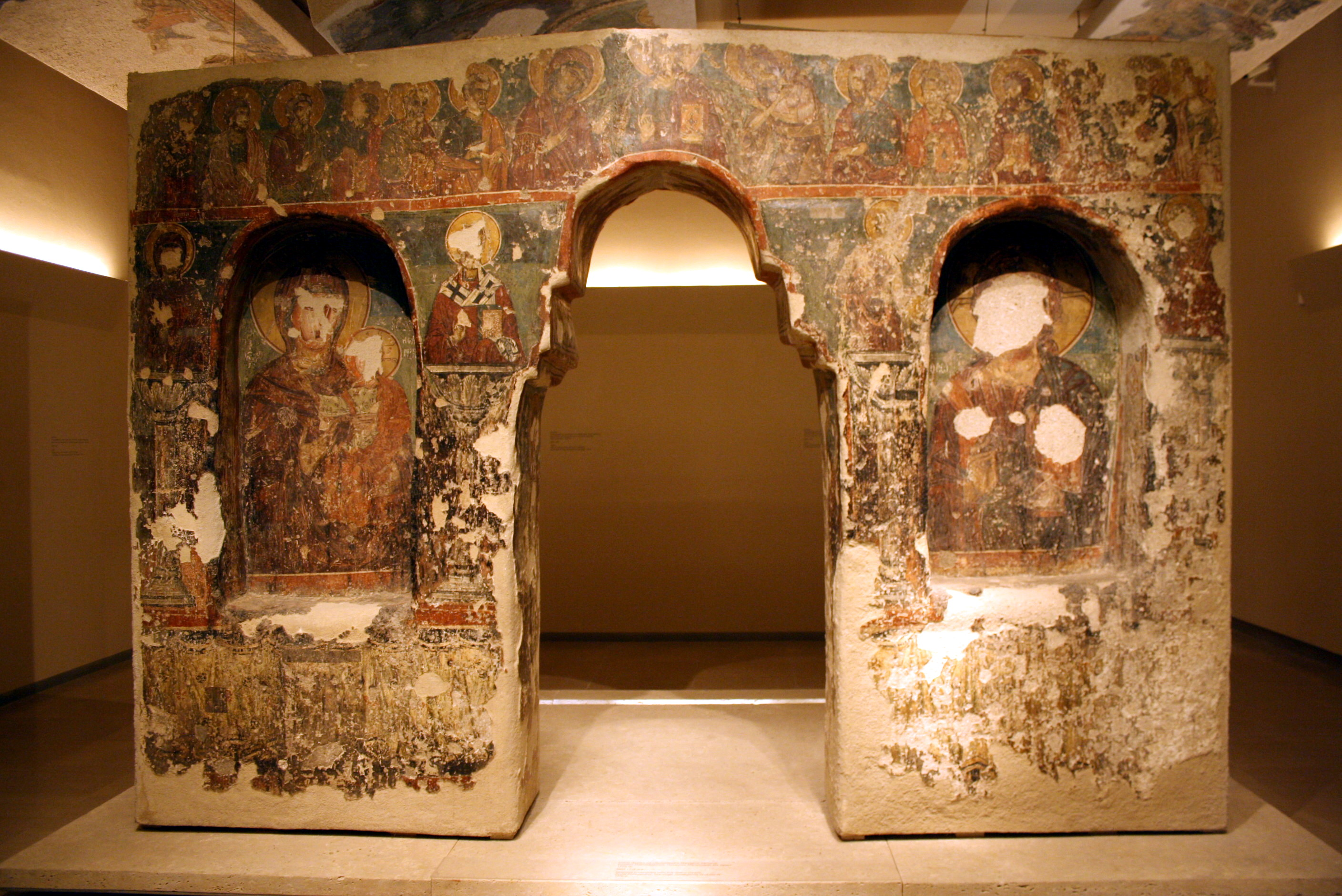
Украшенный фресками иконостас из Эвритании (XVII век)